# Jon Tenney
Jonathan Frederick Tenney (Princeton, 16 de dezembro de 1961) é ator americano. Graduou-se na faculdade Vassar College, em Nova Iorque. Em 1994 casou-se com a atriz Teri Hatcher, com ela teve sua única filha Emerson Rose, o casamento durou até 2003, quando se divorciaram. Tenney também interpreta o Agente especial do FBI, Fritz Howard, marido de Brenda Leigh Johnson, na série The Closer.

## Filmografia
- 1991 - Culpado por Suspeita
- 1993 - Tombstone - A Justiça está Chegando
- 1994 - Um Tira da Pesada 3
- 1994 - Lassie
- 1995 - Nixon
- 1997 - E Agora, Meu Amor?
- 1998 - Atração Irresistível
- 1999 - Um Amor para Dois Amigos
- 2000 - Conte Comigo
- 2009 - The Stepfather
- 2010 - Legion

## Séries de TV
- 1995 - Cybill
- 1995 - The Division
- 1996 - Lois and Clark
- 2005 - 2012 - The Closer
- 2012 - 2018 - Major Crimes
- 2012 - 2013 - Scandal
- 2013 - Presente - King & Maxwell